# Manitoba Chamber Orchestra
La Manitoba Chamber Orchestra (MCO) è un'orchestra da camera con sede a Winnipeg, Manitoba, Canada. Offre un abbonamento annuale alla Westminster United Church, che ospita regolarmente solisti di primo piano, da James Ehnes a Marc-André Hamelin. Altre attività di base della MCO comprendono la registrazione, le tournée e la sensibilizzazione in un vasto raggio di azione nelle comunità remote del Manitoba settentrionale. Anne Manson è il direttore musicale della MCO e Vicki Young è l'amministratore delegato.

## Storia
La Manitoba Chamber Orchestra fu fondata nel 1972 da Ruben Gurevich. Gurevich è stato direttore musicale e direttore principale fino al 1981. Dopo una stagione di direttori ospiti, il direttore inglese Simon Streatfeild, membro fondatore della prestigiosa orchestra da camera di Londra, l'Academy of Saint Martin-in-the-Fields, fu nominato direttore musicale e direttore d'orchestra principale nel 1982. Gli succedette un altro direttore d'orchestra inglese, Roy Goodman (2000-2005) e poi Anne Manson, che iniziò il suo mandato nel 2008.
Nel 1984 la MCO prese in carico la serie di Candlelight Concerts della CBC Winnipeg Orchestra, recentemente sciolta, che veniva trasmessa a livello nazionale sulla radio CBC. I canadesi di tutto il paese e i fan di tutto il mondo continuano a godersi l'orchestra online e nelle frequenti trasmissioni delle sue registrazioni.
Nel 1988 l'orchestra rappresentò Manitoba ai Olimpiadi invernali di Calgary, Alberta. L'MCO ha fatto una tournée per l'Italia meridionale nell'agosto del 1999 e nella Columbia Britannica due volte: nella primavera del 2003 e nell'autunno del 2009 insieme alla celebre solista di percussioni, Dame Evelyn Glennie. L'MCO è stata in tournée con Glennie una seconda volta nell'autunno del 2016, con tappe nell'Ontario e in Québec.
L'MCO ha accompagnato k.d. lang nella sua esecuzione di Hallelujah di Leonard Cohen ai Juno Award nell'aprile 2005. Nell'estate del 2008 fece il suo debutto al National Arts Centre di Ottawa. Nell'autunno del 2008 l'orchestra accompagnò il soprano armeno/canadese Isabel Bayrakdarian in una tournée a San Francisco e Contea di Orange (California), Vancouver, Toronto, Boston (Massachusetts) e New York, che culminò in un concerto alla Carnegie Hall.
Tra i molti solisti e gruppi che sono apparsi con la MCO, o sotto i suoi auspici, ci sono James Ehnes, Jan Lisiecki, Tracy Dahl, Measha Brueggergosman, Andriana Chuchman, Dame Evelyn Glennie, Marc-André Hamelin, Janina Fialkowska, Angela Hewitt, André Laplante, Liona Boyd, Jon Kimura Parker, Emma Kirkby, Zara Nelsova, Yannick Nézet-Séguin, i Winnipeg Singers, i Università (di Manitoba) Singers, il coro della Filarmonica di Winnipeg e cori locali delle scuole superiori. L'orchestra presenta anche regolari concerti di piccole lavori di gruppo, che coinvolgono musicisti locali o gruppi internazionali come i quartetti d'archi Borodin, Guarneri e Tokyo e il Beaux Arts Trio.
Sotto la direzione del direttore musicale e direttore d'orchestra Ruben Gurevich, l'orchestra stabilì la sua pratica costante di presentare molte opere contemporanee, comprese oltre 100 anteprime a Winnipeg nelle sue prime cinque stagioni. Alla riunione biennale dell'Associazione delle Orchestre Canadesi nel 1990 la MCO fu premiata con un SOCAN Award of Merit per "la programmazione immaginativa della musica canadese contemporanea".
Il repertorio dell'orchestra spazia dal barocco al contemporaneo. Tra i compositori che la MCO ha commissionato ci sono Christos Hatzis, Jim Hiscott, Serouj Kradjian, Harry Freedman, Jocelyn Morlock, Michael Matthews, Luke Nickel, Heidi Ouellette, John Estacio, Randolph Peters, Glenn Buhr, Andrew Balfour, Stewart Goodyear, Michael Oesterle, Jeffrey Ryan, Dorothy Chang, Heather Schmidt, Karen Sunabacka, Sid Robinovitch, Alan Heard, Alexina Louie, Robert Turner, Gary Kulesha, Stephen Chatman, Donald Steven, Mark Hand, Norman Sherman e Chan Ka Nin e Malcolm Forsyth, che chiamò la première della MCO della sua cantata Evangeline "uno dei momenti supremi della mia vita di artista e sono sicuro che continuerà ad esserlo per il resto della mia vita".
Nel gennaio 2018 l'MCO presentò la prima canadese del terzo concerto per pianoforte di Philip Glass. Fu eseguito con il pianista americano Simone Dinnerstein e co-commissionato come puntata inaugurale del progetto triennale New Concerto dell'MCO.
Nel 1995, la MCO pubblicò il suo primo compact disc, sull'etichetta svedese BIS. Canadian Music for Chamber Orchestra segnò la prima registrazione di un'orchestra nordamericana per la prestigiosa etichetta. Fu distribuito in oltre 45 paesi. Ci furono otto CD successivi, quattro dei quali con la CBC Records. Un nuovo disco registrato con Dame Evelyn Glennie è stato realizzato nel 2017.
L'orchestra ha ricevuto tre nomination per i Juno Awards: nel 1999 per A Britten Serenade e nel 2005 per So much to tell, che ha venduto quasi 10 000 copie e nel 2013 per Troubadour and the Nightingale.
Nel giugno 2017 la MCO ha presentato in anteprima Nanabush and the drum / Nanabozho et le tambour, una collaborazione teatrale con il Théâtre Cercle Molière. Il lavoro bilingue è basato sulla nuova musica di Michael Oesterle e su una sceneggiatura di Rhéal Cenerini ed esplora la relazione tra un coureur des bois francese, una donna delle Prime Nazioni e Nanabush, la figura dell'imbroglione di Anishinaabe.
I primi violini sono stati Arthur Polson, 1972-1987, Gwen Hoebig, 1987-1990, Victor Costanzi, 1990-1991, Claude Richard, 1991-1992, David Stewart, 1992-1999 e Karl Stobbe, dal 1999 ad oggi. Rita Menzies divenne direttore generale dell'orchestra nel 1979, alla quale succedette Vicki Young nel 2003.

## Educazione e sensibilizzazione
Negli ultimi due decenni l'MCO ha ampliato le sue attività principali per includere una varietà di programmi di sensibilizzazione e formazione. Tra questi ci sono Fiddlers on the Loose, che manda sei musicisti nelle comunità remote nel nord del Manitoba ogni anno per offrire laboratori e concerti, spettacoli regolari al Penitenziario di Stony Mountain, la partecipazione della MCO ad Artists in Healthcare, che vede i musicisti affiliati alla MCO esibirsi negli ospedali di Winnipeg, Manitoba, la creazione di concerti per studenti e guide per l'ascolto educativo e la donazione di biglietti per concerti a comunità sottoservite.

## Direttori musicali
- Ruben Gurevich (1972–1981)
- Simon Streatfeild (1984–1991)
- Roy Goodman (1999–2005)
- Anne Manson (2008–in carica)

## Discografia
- Mirage? Concertos for Percussion Anne Manson, direttore d'orchestra Dame Evelyn Glennie, percussion MCO Records (2018)
- Troubadour and the Nightingale Anne Manson, direttore d'orchestra Isabel Bayrakdarian, soprano MCO Records (2013)
- Philip Glass Symphony No. 3; Suite from The Hours Anne Manson, direttore d'orchestra   Michael Riesman, piano Orange Mountain Music omm 0084 (2013)
- So Much to Tell Roy Goodman, direttore d'orchestra Measha Brueggergosman, soprano CBC Records SMCD5234
- Sea Sketches Roy Goodman, direttore d'orchestra CBC Records SMCD5227
- Gerald Finzi: Meditation Simon Streatfeild, direttore d'orchestra Valdine Anderson, soprano Russell Braun, baritone James Campbell, clarinet CBC Records SMCD5204
- A Britten Serenade Simon Streatfeild, direttore d'orchestra Benjamin Butterfield, tenor Henriette Schellenberg, soprano James Sommerville, French horn CBC Records SMCD5187
- 25th Anniversary Limited Edition Live Recording Simon Streatfeild, direttore d'orchestra Independent 1997
- Canadian Music for Chamber Orchestra Simon Streatfeild, direttore d'orchestra David Stewart, violin Vincent Ellin, bassoon BIS Records CD698